# Odynerus canaliculatus
Odynerus canaliculatus är en stekelart som beskrevs av Henri Saussure. Odynerus canaliculatus ingår i släktet lergetingar, och familjen Eumenidae. Inga underarter finns listade i Catalogue of Life.